# Дивна парочка (фільм)
Дивна парочка (англ. The Odd Couple) — американський художній фільм 1968 року режисера Джіна Сакса. Екранізація однойменної п'єси 1965 року Ніла Саймона.

## Сюжет
Після сварки з дружиною, яка веде до розлучення Фелікс Анґар (Джек Леммон) блукає Манхеттеном у заціпенінні, з думками закінчити життя самогубством. Розлучений спортивний журналіст Оскар Медісон (Волтер Меттау) і його друзі Мюррей, Спід, Рой і Вінні зібралися в квартирі Медісона на Вашингтон-Гайтс для їхньої звичайної гри в покер в п'ятницю ввечері. Маррей стурбований тим, що їхній спільний друг Фелікс дуже запізнюється на гру. Телефонує дружина Маррея та повідомляє, що місцезнаходження Фелікса невідоме. Оскар телефонує дружині Фелікса Френсіс, яка каже йому, що вони з Феліксом розлучаються. Це дуже непокоїть усе товариство, вони дуже занепокоєні психічним станом Фелікса.

## Ролі виконують
- Джек Леммон — Фелікс Анґар
- Волтер Меттау — Оскар Медісон
- Герб Едельман[en] — Маррей
- Девід Шайнер[en] — Рой
- Джон Фідлер[en] — Вінні
- Ларрі Гейнс[en] — Спід
- Моніка Евенс[en] — Сесилі Піджен
- Керол Шеллі[en] — Ґвендолин Піджен

## Навколо фільму
- Ідея п’єси зародилася в письменника Ніла Саймона після того, як його колишній колега сценарист Мел Брукс після розлучення переїхав жити до свого товариша.
- У виставах п’єси, на основі якої був написаний сценарій, грали Волтер Меттау в ролі Оскара та Арт Карні в ролі Фелікса. Коли вони робили це у фільмі, вони відчули, що Карні не збере достатньо касових зборів, тому замість нього взяли Джека Леммона.
- Премєра оригінальної бродвейської п’єси відбулася в Плімутському театрі[en] 3.10.1965. Вистава йшла 966 разів і була номінована на премію «Тоні» за найкращу п'єсу[en] 1965 року. У 1965 році Волтер Маттау отримав премію «Тоні» за найкращу чоловічу роль у виставі.
- У фільмі після перерваної спроби самогубства Фелікс потрапляє в джазовий клуб «Метрополь кафе»[en]. Це був справжній заклад у Нью-Йорку, розміщений на 7-й авеню та 48-й вулиці, в якому кілька років був стриптиз-клуб, а потім, нічний рок-клуб із танцюристами 'гоу-гоу[en], як це було показано у фільмі. Незабаром після виходу цього фільму клуб закрився.

## Нагороди
- 1968 Премія «Лаврова нагорода»[en] :
  - Золота лаврова нагорода за найкращу комедію (Golden Laurel Top Comedy)
  - Золота лаврова нагорода за найкращу чоловічу комедійну роль (Golden Laurel Comedy Performance, Male) — Волтер Меттау
- 1969 : Премія Гільдії сценаристів Америки (США):
  - за найкращу комедію[en] - Ніл Саймон
- Входить до списку 100 найсмішніших американських фільмів Американського інституту кіно у 2000 році.